# Houmam Baaouch
Houmam Baaouch (en arabe : همام  بعوش), né le 6 janvier 1996, est un footballeur marocain évoluant au poste de milieu offensif au Kawkab Athlétique Club de Marrakech.

## Biographie
Houmam Baaouch débute le football en D2 marocaine avec le club du Raja de Beni Mellal. Lors de la saison 2018-2019, il est sacré vice-champion de la deuxième division marocaine et est promu en Botola Pro. Lors de la saison 2019-2020, il dispute 22 matchs en première division.
Le 10 août 2021, il s'engage pour deux saisons au Chabab Mohammédia. Le 11 septembre 2021, il dispute son premier match face au FUS de Rabat (victoire, 2-0).